# T. K. S. Natarajan
T. K. S. Natarajan (23 de julio de 1933 – Chennai, 5 de mayo de 2021) fue un actor y cantante indio, reconocido por sus apariciones en producciones de la industria del cine tamil. Debutó en 1954 en la película Ratha Paasam y a partir de entonces apareció en alrededor de 500 películas.
Falleció en su hogar en Saidapet, Chennai el 5 de mayo de 2021 a los 87 años.

## Filmografía destacada

### Década de 1950
| Año  | Título       | Notas            |
| ---- | ------------ | ---------------- |
| 1954 | Ratha Paasam | Debut en el cine |

### Década de 1960
| Año  | Título                    | Notas |
| ---- | ------------------------- | ----- |
| 1960 | Kavalai Illaadha Manithan |       |
| 1962 | Ethaiyum Thangum Ithaiyam |       |
| 1966 | Nadodi                    |       |
| 1966 | Marakka Mudiyumaa?        |       |
| 1968 | Kanavan                   |       |
| 1969 | Athai Magal               |       |
| 1969 | Deivamagan                |       |

### Década de 1970
| Año  | Título                      | Notas |
| ---- | --------------------------- | ----- |
| 1970 | Maanavan                    |       |
| 1971 | Then Kinnam                 |       |
| 1971 | Puguntha Veedu              |       |
| 1971 | Kankatchi                   |       |
| 1972 | Itho Enthan Deivam          |       |
| 1972 | Annamitta Kai               |       |
| 1972 | Naan Yen Piranthen          |       |
| 1972 | Kanna Nalama                |       |
| 1973 | Kattila Thottila            |       |
| 1973 | Nalla Mudivu                |       |
| 1974 | Yen                         |       |
| 1974 | Thirumangalyam              |       |
| 1974 | Engal Kula Deivam           |       |
| 1974 | Netru Indru Naalai          |       |
| 1974 | Doctoramma                  |       |
| 1974 | Sirithu Vazha Vendum        |       |
| 1975 | Naalai Namadhe              |       |
| 1975 | Idhayakkani                 |       |
| 1975 | Cinema Paithiyam            |       |
| 1975 | Pallandu Vazhga             |       |
| 1976 | Needhikku Thalaivanangu     |       |
| 1976 | Uzhaikkum Karangal          |       |
| 1976 | Kumaara Vijayam             |       |
| 1976 | Mayor Meenakshi             |       |
| 1977 | Navarathinam                |       |
| 1977 | Indru Pol Endrum Vaazhga    |       |
| 1977 | Meenava Nanban              |       |
| 1977 | Kavikkuyil                  |       |
| 1977 | Aadu Puli Attam             |       |
| 1977 | Thaaliyaa? Salangayya?      |       |
| 1977 | Palabishegham               |       |
| 1977 | Nallathukku Kalamillai      |       |
| 1978 | Ival Oru Seethai            |       |
| 1978 | Sadhurangam                 |       |
| 1978 | Adhirstakaran               |       |
| 1978 | Rudhra Thaandavam           |       |
| 1979 | Mangala Vaathiyam           |       |
| 1979 | Aarilirunthu Arubathu Varai |       |
| 1979 | Manthoppu Kiliye            |       |
| 1979 | Poonthalir                  |       |

### Década de 1980
| Año  | Título                      | Notas |
| ---- | --------------------------- | ----- |
| 1980 | Ponnagaram                  |       |
| 1980 | Guru                        |       |
| 1980 | Devi Dharisanam             |       |
| 1980 | Ellam Un Kairasi            |       |
| 1981 | Thee                        |       |
| 1981 | Sattam Oru Iruttarai        |       |
| 1981 | Meendum Kokila              |       |
| 1981 | Pattam Parakkattum          |       |
| 1981 | Thunaivi                    |       |
| 1981 | Karaiyellam Shenbagapoo     |       |
| 1981 | Kudumbam Oru Kadambam       |       |
| 1982 | Pokkiri Raja                |       |
| 1982 | Pagadai Panirendu           |       |
| 1982 | Nandri Meendum Varuga       |       |
| 1982 | Auto Raja                   |       |
| 1982 | Nenjangal                   |       |
| 1982 | Deviyin thiruvilayadal      |       |
| 1982 | Pattanathu Rajakkal         |       |
| 1982 | Anandha Ragam               |       |
| 1982 | Rani Theni                  |       |
| 1984 | Thambikku Entha Ooru        |       |
| 1984 | Oru Kai Parpom              |       |
| 1985 | Mannukketha Ponnu           |       |
| 1985 | Udaya Geetham               |       |
| 1985 | Naan Sigappu Manithan       |       |
| 1985 | Yaar?                       |       |
| 1986 | Alai Osai                   |       |
| 1986 | Anandha Kanneer             |       |
| 1987 | Kadamai Kanniyam Kattupaadu |       |
| 1987 | Jaathi Pookkal              |       |
| 1988 | Sathya                      |       |
| 1988 | Namma Ooru Nayagan          |       |
| 1988 | Oorai Therinjikitten        |       |
| 1988 | Manaivi Oru Mandhiri        |       |
| 1989 | Varusham Padhinaaru         |       |
| 1989 | Thangamani Rangamani        |       |

### Década de 1990
| Año  | Título                         | Notas |
| ---- | ------------------------------ | ----- |
| 1990 | Kaavalan                       |       |
| 1991 | Naadu Adhai Naadu              |       |
| 1994 | Pondattiye Deivam              |       |
| 1994 | Nallathe Nadakkum              |       |
| 1994 | Ravanan                        |       |
| 1994 | Vaanga Partner Vaanga          |       |
| 1995 | Karna                          |       |
| 1996 | Vaanmathi                      |       |
| 1996 | Minor Mappillai                |       |
| 1997 | Nalla Manasukkaran             |       |
| 1999 | Sundari Neeyum Sundaran Naanum |       |

### Década de 2000
| Año  | Título   | Notas |
| ---- | -------- | ----- |
| 2006 | Vathiyar |       |